# 修成建設専門学校
修成建設専門学校（しゅうせいけんせつせんもんがっこう）は、学校法人修成学園が運営する大阪府大阪市西淀川区にある専修学校。

## 沿革
本項では前身となる修成工業学校（旧制実業学校）および新制修成高等学校、大阪レントゲン技術専門学校についても記載する。
- 1910年 - 大阪修成学校創立。
- 1934年 - 室戸台風で校舎全壊、休校。
- 1937年 - 修成工学校として再建。
- 1946年 - 修成工業学校（実業学校）に昇格。
- 1948年 - 学制改革で修成高等学校・中学校に改組。
- 1951年 - 修成高等学校・中学校を廃校し、大阪レントゲン技術専門学校を設置。
- 1953年 - 大阪レントゲン技術専門学校を休校。
- 1954年 - 修成工業専修学校として再建。
- 1955年  - 昼間部に土木科と建築科を設置。
- 1961年 -  修成建設専門学校に校名変更。
- 1967年 - 準学校法人修成学園を設立。
- 1976年 - 専修学校制度による専門学校となる。
- 1979年 - 学校法人修成学園に名称変更。
- 1999年 - 専攻科・2級建築士科を設置。
- 2004年 - 空間デザイン学科を設置。
- 2005年 - 木匠学科・建築デュアルシステム科を設置。
- 2007年 - 建設エンジニア学科を設置、別科・大学通信教育課程併修科2級建築士・学士コースを新設。
- 2013年 - 住環境リノベーション学科を新設。
- 2014年 - 職業実践専門課程の認可を受ける。
- 2016年 - 修成堀江ラボ開設。
- 2024年 - 建築CGデザイン学科から建築デジタルデザイン学科に、住環境リノベーション学科から建築施工学科に名称変更。
- 2025年 - 建築学科 (夜間部)から建築・デザイン学科に名称変更予定。

## 学科
- 建築学科
- 建築デジタルデザイン学科
- 空間デザイン学科
- 建築施工学科
- 建築学科 (夜間部)　( 2025年4月に「建築・デザイン学科」へ名称変更予定 )
- 土木工学科
- 建設エンジニア学科
- ガーデンデザイン学科
- 専科 2級建築士科
- 専科 1級建築士科

## 所在地・アクセス
〒555-0032 大阪府大阪市西淀川区大和田5-19-30
最寄り駅
- 千船駅（阪神本線）徒歩5分
- 出来島駅（阪神なんば線）徒歩8分
- 御幣島駅（JR東西線）徒歩20分

## 出身者
- 真砂充敏 - 和歌山県田辺市長
- 奥田修二（ガクテンソク） - お笑い芸人